# Regio decreto 10 febbraio 1889, n. 5921
Il Regio decreto 10 febbraio 1889, n. 5921 (detto anche Testo Unico della legge comunale e provinciale) fu una norma del Regno d'Italia nonché strumento legislativo che coordinò le riforme progressiste emanate durante il governo Crispi I in tema di autogoverno locale tramite la legge 30 dicembre 1888 n. 5865.

## Contenuto
La norma fu il contraltare in tema di legislazione amministrativa della legge che aveva ampliato il corpo elettorale in ambito politico, secondo il programma della Sinistra storica. Vennero ammessi al voto tutti coloro che pagavano imposte dirette e tasse patrimoniali, esclusi gli analfabeti, i falliti, i mantenuti e i mentecatti, sostanzialmente includendo nel gioco politico locale il ceto medio.
La legge introdusse poi tutta una serie di innovazioni:
- la figura del segretario comunale divenne obbligatoria per tutti i comuni;
- la direzione delle operazioni di voto fu affidata alla magistratura;
- modifiche alla legge elettorale italiana del 1882, con l'introduzione il principio del voto limitato ai quattro quinti dei consiglieri da eleggersi, onde permettere la rappresentanza delle minoranze;[1]
- furono rinforzate le pene in tema di brogli;
- il sindaco divenne di nomina del Consiglio Comunale nei capoluoghi e nelle città sopra i 10.000 abitanti, sulla base del voto di fiducia;[2]
- fu ampliata la durata delle sessioni dei consigli;
- fu introdotta la possibilità della decretazione d'urgenza da parte della giunta comunale;
- fu creata la Giunta Provinciale Amministrativa (GPA) composta dal prefetto, da due rappresentanti del Ministero dell'Interno e da quattro persone scelte dal Consiglio Provinciale, cui fu affidato il controllo sui comuni prima esercitato dalla Deputazione;
- il prefetto non fu più a capo della provincia, ma fu introdotta la figura del Presidente della Deputazione Provinciale nominato dal Consiglio Provinciale ogni anno a maggioranza assoluta;
- a capo dei comuni in cui fosse stato sciolto il Consiglio Comunale fu messo un Commissario straordinario, mentre per le province fu ideata una Commissione straordinaria composta da un consigliere uscente e quattro persone nominate dal Ministero;
- fu data facoltà al governo di commutare i distretti del Veneto, dove per più di vent'anni era stata mantenuta in vigore parte della legislazione amministrativa asburgica, in circondari, sostituendo i normali sottoprefetti ai commissari distrettuali.[3]

La facoltà infine di coordinare le nuove disposizioni con le vecchie fu quindi sfruttata dal governo emanando appunto il Testo Unico del 1889.

## Modificazioni successive

### Modifiche del 1894
La legge 11 luglio 1894 n°287 cambiò la durata dei consigli elevandola a sei anni, rinnovandoli per metà ogni tre anni. La durata della giunta comunale e della Deputazione Provinciale fu portata a tre anni senza più rinnovamenti parziali, e ai due organismi vennero coordinate le cariche del Sindaco e del Presidente. Vennero inoltre disposte elezioni suppletive in caso di perdita di un terzo dei consiglieri totali o della metà in una singola circoscrizione.
Tali modifiche diedero più stabilità alle amministrazioni locali, favorendo inoltre una più ampia applicazione del voto limitato. Onde permettere l'entrata in vigore delle nuove norme, vennero indette le elezioni amministrative generali per la primavera del 1895, sganciando le cariche esecutive dall'anno solare.

### Modifiche del 1896
Fu infine con la legge 29 luglio 1896 n°346 che la nomina del Sindaco da parte del Consiglio Comunale fu estesa a tutti i comuni d'Italia.

### Decreto del 1898
Avvalendosi della delega contenuta nella legge di modifica del 1894, il governo emanò poi il decreto legge 4 maggio 1898 n°164, che coordinò le varie modifiche in un nuovo Testo Unico della legge comunale e provinciale.

### Modifiche del 1904
Nuove innovazioni furono introdotte dalla legge 11 febbraio 1904 n°35. Il rinnovo dei consigli divenne biennale per un terzo, così riducendo le possibilità di veder eletti candidati di opposizione. Il raccordo tra le nuove e le vecchie tempistiche di scadenza avvenne per sorteggio, con consiglieri che si videro diminuire o aumentare dal caso il mandato in corso. Contemporaneamente, il mandato degli organi esecutivi, compresi i sindaci e le deputazioni, fu elevato a quattro anni.

### La nuova versione del 1908
Avvalendosi della delega contenuta nella legge 9 giugno 1907 n. 294, che aveva revisionato le liste elettorali causando in molte realtà il rinvio di un anno delle elezioni amministrative, il governo emanò il decreto legge 21 maggio 1908 n. 269, che coordinò nuovamente le varie modifiche in un nuovo testo unico.